# Plaxomicrus sikkimensis
Plaxomicrus sikkimensis är en skalbaggsart som beskrevs av Stefan von Breuning 1956. Plaxomicrus sikkimensis ingår i släktet Plaxomicrus och familjen långhorningar. Inga underarter finns listade i Catalogue of Life.